# 林氏家庙及林乔樌故居
林氏家庙及林乔樌故居，位于中国广东省潮州市潮安区庵埠镇宝陇村，为潮州市潮安区文物保护单位，类型为古建筑，公布时间为2006年4月。
林氏家庙及林乔樌故居的历史年代为明、清。